# Wingham (Ontario)
Pour les articles homonymes, voir Wingham.

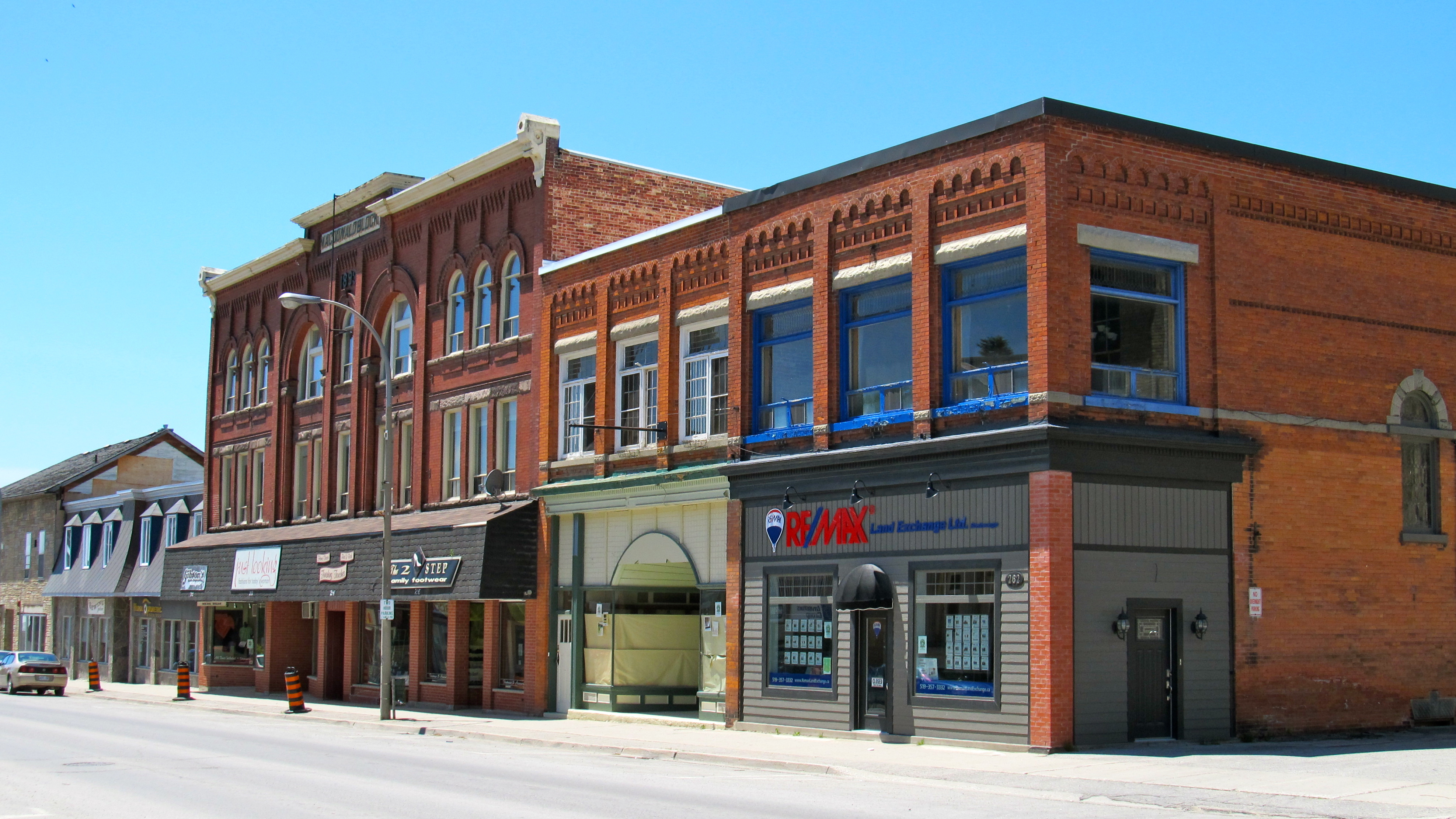
Rue de Wingham

Wingham est une communauté de l'Ontario, au Canada. Administrativement, elle est située dans le comté de Huron.
La population était de 2 934 habitants lors du recensement de 2016. Elle dispose de l'ancien bâtiment de la gare de Wingham.